# Hendrik Van der Noot
Hendrik Karel Nicolaas van der Noot (7. januar 1731 i Bryssel – 12. januar 1827 i Strombeek) var en jurist, advokat og politiker fra Brabant. Han var en af hovedmændene i den brabantiske revolution (1789–1790) mod kejser Josef 2. og det østrigske styre i de Østrigske Nederlande. Denne revolution førte til de kortlivede Belgiens forenede stater (11. januar 1790 – december 1790).
To advokater Jan Frans Vonck og Hendrik Van der Noot var lederne i revolten, men de repræsenterede hver sin fraktion. Vonckisterne var inspireret af den franske revolution (1789–1799) og forsøgte at skabe forbindelse mellem folket og revolutionshæren. De Statists anført af Van der Noot stræbte efter, at adelens og kirkens gamle privilegier skulle genoplives såsom "Blijde Inkomst" og søgte samarbejde med de Forenede Nederlande.
I modsætning til Vonck, som mente at det belgiske folk selv måtte kæmpe mod den østrigske despot, havde Van der Noot større tiltro til fremmed støtte. I 1788 rejste Van der Noot til England,  de Forenede Nederlande og Preussen for at få sat lys på spørgsmålet om frihed for Brabant. Kun Preussen, som selv havde slået de hollandske oprørere i 1787, var interesseret i at støtte de belgiske oprørere, da de på daværende tidspunkt var imod Østrig. Van der Noot havde havde mindre held med at få støtte fra den sidste Raadspensionaris i Holland, Laurens Pieter van de Spiegel.
I oktober 1789 erobrede Van der Noot og general Vander Meersch hele provinsen Brabant med en lille oprørshær fra Breda. I den først erobrede by, Hoogstraten, udsendte Van der Noot sit manifest til folket i Brabant den 24. oktober 1789. Manifestet forklarer, hvorfor folket i Brabant har ret til at nægte at adlyde en hersker. Hovedargumentet er, at nationens vilje er den højeste lov, og at hvis den krænkes af en hersker, har nationen ret til at gøre oprør mod herskeren.  
Van der Noot erobrede Turnhout ved at besejre østrigerne i slaget ved Turnhout den 28. oktober og Ghent blev erobret den 13. november. Den 17. november flygtede de kejserlige regenter Albert af Sachsen og ærkehertuginde Maria Christina af Østrig fra Bruxelles. Resterne af de kejserlige styrker trak sig tilbage til citadellerne i Luxembourg og Antwerpen.
Van der Noot erklærede Brabant for uafhængigt, og alle andre provinser i de Østrigske Nederlande fulgte snart efter undtagen Luxembourg. Den 11. januar 1790 underskrev de en pagt, hvorved der blev dannet en konføderation under ledelse af Van der Noot. Den fik navnet Verenigde Nederlandse Staten / États-Belgiques-Unis (Belgiens forenede Stater). 
Da Preussen stoppede støtten til revolten efter at have underskrevet Reichenbachkonventionen (27. juli 1790) med Østrig, kom den skrøbelige stat snart under angreb fra østrigske tropper under kejser Leopold 2. I november 1790 måtte Van der Noot flygte til Holland og derefter til England. I 1792 udsendte han en appel om samarbejde med de franske besættere (1794–1815). Han vendte tilbage til Brabant, men blev arresteret i 1796 og sad i fængsel i  's-Hertogenbosch. 

## Eksterne kilder
- Manuscript af Van der Noot om hans fængselsophold i 1796 Arkiveret 2. oktober 2011 hos  Wayback Machine

1. ↑  Navnet er anført på engelsk og stammer fra Wikidata hvor navnet endnu ikke findes på dansk.